# Diego Marani (atleta)
Diego Marani (Asola, 27 aprile 1990) è un velocista italiano.
È il detentore del sesto tempo italiano di sempre sui 200 metri piani (20"36), specialità in cui può vantare due finali europee (7º a Helsinki 2012 e 5º a Zurigo 2014) e una medaglia di bronzo agli Europei juniores di Novi Sad 2009.
Dal 2011 fa parte del gruppo sportivo Fiamme Gialle ed è allenato dall'ex velocista azzurro Giovanni Grazioli.

## Biografia
Nativo di Asola, in provincia di Mantova, è un atleta italiano, specializzato nella velocità e vincitore di diversi titoli italiani, in particolare sui 200 m.

### Gli inizi
Si avvicina all'atletica quasi per caso (la sua grande passione è il calcio, spinto anche dal padre che è un osservatore del Chievo Verona), scoperto a scuola dalla propria insegnante di educazione fisica: la ex ostacolista azzurra Simona Parmiggiani.
In principio corre soltanto una gara senza allenarsi sui 200 m nell'estate 2006 e qualche gara sui 60 m alle gare indoor 2007, inizia a frequentare sporadicamente la pista sotto la guida di Giovanni Grazioli (marito della Parmiggiani), ma vista la grande passione per il calcio in principio non dedica molto tempo all'atletica, ma i primi risultati sui 100m e soprattutto sui 200m dell'estate 2007 lo portano ad allenarsi più frequentemente approfittando anche della pausa estiva del calcio.
Risultati che culminano con un inaspettato titolo italiano allievi a Cesenatico nell'ottobre 2007, dove vince i 200m in 21,78 in rimonta sui più quotati Valerio Rosichini e Mensah Boampong, infatti l'uscita dalla curva lo vede tra gli ultimi, ma una rimonta magistrale lo porta davanti a tutti sul traguardo.

### 2008
L'inatteso risultato convince il ragazzo a lasciare il calcio per l'atletica, e dall'autunno del 2007 prova ad allenarsi costantemente con l'obbiettivo di partecipare ai Mondiali juniores di Bydgoszcz.
I risultati non tardano ad arrivare, corre costantemente i 200 metri in tutta la stagione tra i 21"20 e i 21"30 (abbassando quel 21"78 corso l'anno precedente di circa 6 decimi dopo nemmeno un anno di allenamenti) e si riconferma ancora il più forte della categoria (stavolta junior) vincendo il titolo italiano: battendo atleti del calibro di Daniele Greco, Davide Manenti e Michael Tumi.
Impresa non facile visto che ben 6 atleti in questa stagione riescono a conquistare il minimo di accesso ai Mondiali juniores.
Nella manifestazione di Bydgoszcz il ragazzo arriva inaspettatamente ad un passo dalla finale, con il personale di 21,18 corso in semifinale (primo escluso dalla finale), La finale verrà vinta da un ancora sconosciuto Christophe Lemaitre in 20"83.
Esce ancora in semifinale con i compagni di staffetta della 4x100 in 40"41.
La stagione si chiude con un ottimo terzo posto ai campionati assoluti con il tempo di 21"19, dietro ai ben più esperti Matteo Galvan in 20"97 e Alessandro Guazzi in 21"08.

### 2009
Nel 2009 passa alla società milanese Atletica Riccardi e nelle gare indoor coglie un buon 5º posto ai campionati italiani junior e vince con la nuova società il titolo italiano assoluto 4x200m.
All'aperto si conferma ancora il più forte della categoria, vincendo il titolo nazionale junior sui 200m in 20,98 a Rieti, e portando il personale sui 100m in 10"49.
 Ai campionati Europei Junior di Novi Sad conquista una medaglia di bronzo, corre la finale in 21"03 battuto soltanto da l'azero Ramil Guliyev: 20"33 in finale ma detentore del record Europeo Junior con 20,04 corso proprio nel 2009 e da Robert Herring 20"83.
Ai campionati assoluti di Milano Marani non riesce a difendere il terzo posto dell'anno precedente, infatti termina la gara in quarta posizione in 21"17, terzo Mario Bassani in 21"13, secondo Simone Collio in 20"88 e il vincitore Roberto Donati in 20"86.

### 2010-2011
Il 2010 parte con i migliori auspici, infatti l'atleta porta il personale sui 200m a 20"91 ad inizio stagione, in un palcoscenico importante come quello del Golden Gala con atleti del calibro di Walter Dix, Wallace Spearmon e l'ex campione olimpico Shawn Crawford, ma un infortunio ne comprometterà il prosieguo della stagione.
Nel 2011 diventa un atleta professionista venendo ingaggiato dal centro sportivo delle Fiamme Gialle, ma continua il suo momento negativo. Si classifica soltanto 3º ai campionati italiani under 23 e viene eliminato nei turni di qualificazione dei campionati europei di categoria.
La stagione si chiude con un modesto 21"16 sui 200m e 10"76 sui 100m.

### 2012
Dopo un 2011 deludente, Marani prepara l'anno olimpico al meglio.
I risultati non tardano ad arrivare: vince i 200m in Portogallo in 20"76 (+2,4) portando punti preziosi alle Fiamme Gialle per la conquista della Coppa Europa per club. Ma il minimo di partecipazione ai Campionati europei di atletica leggera di Helsinki (20"80) arriva nell'ultima gara utile: 20"77 è il tempo con cui vince i campionati italiani promesse.
A Helsinki Marani va oltre ogni previsione, correndo sempre ai massimi livelli (20"89 in batteria e 20"83 in semifinale): conquista un'inattesa finale europea.
In finale conquista il 7º posto in 21"26: vince Churandy Martina in 20"42, secondo l'altro olandese Patrik Van Luijk in 20"87 e il bronzo va al britannico Daniel Talbot 20"95.
Marani non viene schierato nelle batterie della staffetta 4x100, dove corrono Fabio Cerutti, Jacques Riparelli, Emanuele Di Gregorio e Simone Collio, ma un errore sull'ultimo cambio squalifica la squadra azzurra che non potrà difendere l'argento conquistato nel 2010.
Ai campionati italiani assoluti di Bressanone conquista un secondo posto (20"92) dietro ad Andrew Howe (20"76) e davanti a Davide Manenti (20"94).
Questi risultati convincono il Direttore tecnico Francesco Uguagliati a convocare Marani nella squadra della staffetta olimpica (4x100), dove però l'atleta non correrà: infatti il quartetto formato da Simone Collio, Jacques Riparelli, Davide Manenti e Fabio Cerutti concluderà la propria batteria al settimo posto in 38"58.

### 2013
Nel 2013 si conferma sui tempi dell'anno precedente, ai giochi del Mediterraneo a Mersin si classifica 4º in 20"78, dietro allo spagnolo Sergio Ruiz Serrano 20"74, secondo Ramil Guliyev in 20"46, dietro al vincitore: il greco Lykourgos-Stefanos Tsakonas in 20"45, ma poi alle Universiadi a Kazan' esce ai quarti di finale con un deludente 21"15.
Il 28 luglio 2013 all'Arena Civica di Milano, conquista il suo primo titolo italiano assoluto nei 200m con il tempo di 20"77, 2º Davide Manenti in 20"91 (che aveva un tempo di accredito di 20"60), e 3º Enrico Demonte in 21"03 (tempo di accredito di 20"45, e correrà la prova individuale ai Campionati del mondo di atletica leggera 2013 che si svolgeranno a Mosca), mentre Marani è convocato ai Mondiali come componente della staffetta azzurra, dove come terzo frazionista, contribuisce al miglior tempo stagionale della squadra italiana, in 38"49 con Michael Tumi, Matteo Galvan e Delmas Obou.
Il 12 settembre a fine stagione, corre a Rieti al memorial Pietro Mennea, un 300m in 32,85. sesta prestazione italiana di sempre.

### 2014
Il 2014 inizia in modo scoppiettante per Marani che a Rovereto corre alla prima uscita in 20"43 ma con vento oltre i limiti, dopo poche settimane si classifica 2º nei 200m in Coppa Campioni per Club a Villareal dietro al campione Europeo e Mondiale Indoor dei 400m Pavel Maslák ma stavolta controvento (20"63 Maslak e 20"84 Marani).
Il minimo per gli Europei di Zurigo arriva alla terza uscita stagionale ad Orvieto, dove si impone in 20"65 -0,5 (nuovo personale).
Ma la vera consacrazione arriva ai Campionati Italiani di Bressanone, dove prima vince l'oro con la staffetta in 39"29 e poi si riconferma campione Italiano nei 200m in 20"47 (9º italiano di sempre).
Ai Campionati europei a Zurigo corre un solido 20"65 nelle batterie, e in semifinale con un fantastico 20"36 (terzo italiano di sempre dietro soltanto a Pietro Mennea ed Andrew Howe, migliorando di ben 41 centesimi il personale corso l'anno precedente), conquista la sua seconda finale Europea consecutiva.
In finale con vento contrario -1.6 conquista un eccezionale 5º posto in 20"43 (soltanto in 3 edizioni sulle 22 disputate non è bastato questo tempo per una medaglia), dietro al quarto Churandy Martina 20"37, terzo Serhiy Smelyk in 20"30, secondo Christophe Lemaitre 20"15 e il vincitore Adam Gemili 19"98.
Nelle ultime 9 edizioni dei Campionati Europei nessun atleta italiano ha ottenuto un piazzamento migliore sui 200m, per trovare un piazzamento migliore bisogna risalire agli Europei del 1978, dove Pietro Mennea conquistò l'oro a Praga in 20"16.
Marani insieme ai compagni di staffetta 4x100, interamente composta da atleti del centro sportivo Fiamme Gialle: Fabio Cerutti, Fausto Desalu e Delmas Obou, conquista un posto per la finale (38"71 in batteria), ma un errore durante l'ultimo cambio (proprio tra Marani e Obou, partito leggermente in anticipo), squalifica la squadra azzurra, in quel momento quarta.
La vittoria va alla Gran Bretagna in 37"93, argento per la Germania in 38"09 e completa il podio la Francia in 38"47.

## Progressione

### 60 metri piani
| Stagione | Risultato | Luogo       | Data      | Rank. Mond. |
| -------- | --------- | ----------- | --------- | ----------- |
| 2013     | 6"89      | Modena      | 19-1-2013 |             |
| 2012     | 6"90      | Modena      | 21-1-2012 |             |
| 2010     | 7"09      | Ancona      | 14-2-2010 |             |
| 2009     | 6"93      | Ancona      | 15-2-2009 |             |
| 2008     | 7"04      | Castenedolo | 20-1-2008 |             |
| 2007     | 7"32      | Modena      | 20-1-2007 |             |

### 100 metri piani
| Stagione | Risultato | Luogo            | Data      | Rank. Mond. |
| -------- | --------- | ---------------- | --------- | ----------- |
| 2014     | 10"46     | Nembro           | 11-7-2014 |             |
| 2013     | 10"52     | Gavardo          | 19-5-2013 |             |
| 2012     | 10"69     | Modena           | 25-4-2012 |             |
| 2011     | 10"76     | Mondovì          | 31-7-2011 |             |
| 2010     | 10"61     | Mondovì          | 2-6-2010  |             |
| 2009     | 10"49     | Gavardo          | 23-5-2009 |             |
| 2008     | 10"79     | Bressanone       | 11-5-2008 |             |
| 2007     | 11"04     | Cremona          | 30-9-2007 |             |
| 2006     | 11"46     | Bovisio Masciago | 1-7-2006  |             |

### 200 metri piani
| Stagione | Risultato | Luogo            | Data      | Rank. Mond. |
| -------- | --------- | ---------------- | --------- | ----------- |
| 2017     | 20"80     | Savona           | 25-5-2017 |             |
| 2014     | 20"36     | Zurigo           | 14-8-2014 | 39º         |
| 2013     | 20"77     | Milano           | 28-7-2013 | 185º        |
| 2012     | 20"77     | Misano Adriatico | 17-6-2012 | 210º        |
| 2011     | 21"16     | Arzana           | 30-7-2011 |             |
| 2010     | 20"91     | Roma             | 10-6-2010 |             |
| 2009     | 20"98     | Rieti            | 14-6-2009 | 26º J       |
| 2008     | 21"18     | Bydgoszcz        | 10-7-2008 |             |
| 2007     | 21"78     | Cesenatico       | 7-10-2007 |             |
| 2006     | 23"58     | Cernusco         | 14-6-2006 |             |

### 300 metri piani
| Stagione | Risultato | Luogo | Data      | Rank. Mond. |
| -------- | --------- | ----- | --------- | ----------- |
| 2013     | 32"85     | Rieti | 08-9-2013 | 11º         |

## Palmarès
| Anno | Manifestazione          | Sede      | Evento      | Risultato        | Prestazione | Note                          |
| ---- | ----------------------- | --------- | ----------- | ---------------- | ----------- | ----------------------------- |
| 2008 | Mondiali juniores       | Bydgoszcz | 200 m piani | Semifinale       | 21"18       | Miglior prestazione personale |
| 2008 | Mondiali juniores       | Bydgoszcz | 4×100 m     | Batteria         | 40"41       |                               |
| 2009 | Europei juniores        | Novi Sad  | 200 m piani | Bronzo           | 21"03       |                               |
| 2009 | Europei juniores        | Novi Sad  | 4×100 m     | 4º               | 40"00       |                               |
| 2011 | Europei under 23        | Ostrava   | 200 m piani | Batteria         | 21"53       |                               |
| 2012 | Europei                 | Helsinki  | 200 m piani | 7º               | 21"26       |                               |
| 2013 | Giochi del Mediterraneo | Mersin    | 200 m piani | 4º               | 20"78       |                               |
| 2013 | Universiadi             | Kazan'    | 200 m piani | Quarti di finale | 21"15       |                               |
| 2013 | Mondiali                | Mosca     | 4×100 m     | Batteria         | 38"49       |                               |
| 2014 | Europei                 | Zurigo    | 200 m piani | 5º               | 20"43       |                               |
| 2014 | Europei                 | Zurigo    | 4×100 m     | Finale           | dnf         |                               |
| 2015 | World Relays            | Nassau    | 4×100 m     | 13º              | 39"23       |                               |

## Campionati nazionali
2007
- Oro ai campionati italiani allievi, 200 metri - 21"78

2008
- Oro ai campionati italiani junior, 200 metri - 21"20
- Bronzo ai campionati italiani assoluti, 200 metri - 21"19

2009
- Oro ai campionati italiani assoluti indoor, 4x200 metri - 1:27"25
- Oro ai campionati italiani junior, 200 metri - 20"98
- Argento ai campionati italiani junior, 4x100 metri - 42"25

2010
- Oro ai campionati italiani promesse indoor, 4x200m - 1:29"44

2011
- Bronzo ai campionati italiani promesse, 200 metri - 21"32

2012
- Oro ai campionati italiani indoor, 4x200m - 1:28"04
- Oro ai campionati italiani promesse, 200 metri - 20"77
- Argento ai campionati italiani assoluti, 200 metri - 20"92

2013
- Oro ai campionati italiani assoluti, 200 metri - 20"77

2014
- Oro ai campionati italiani indoor, 4x200m - 1:25"79
- Oro ai campionati italiani assoluti, 4x100 metri - 39"29
- Oro ai campionati italiani assoluti, 200 metri - 20"47

2015
- Oro ai campionati italiani indoor, 4x200m - 1'26"40

2017
- 5º ai campionati italiani assoluti, 200 m piani - 20"88
- Eliminato in semifinale ai campionati italiani assoluti indoor, 60 m piani - 6"92

2018
- Argento ai campionati italiani assoluti, 200 m piani - 21"20

2021
- Oro ai campionati italiani assoluti, staffetta 4x100 m - 40"16

## Altre competizioni internazionali
2012
- Oro in Coppa dei Campioni per club ( Vila Real de Santo António), 200 metri - 20"76
- 4º al Golden Gala ( Roma), staffetta 4x100 m - 39"23

2014
- Argento in Coppa dei Campioni per club ( Vila Real de Santo António), 200 metri - 20"84

2015
- 9º al Golden Gala ( Roma), 200 m piani - 21"44